# Echinocorambe
Echinocorambe es un género de moluscos nudibranquios de la familia Akidoridae.

## Diversidad
El género Echinocorambe incluye una única especie descrita:
- Echinocorambe brattegardi  Valdés & Bouchet, 1998